# Numenius
Polits i becuts –siglots al País Valencià– són els noms vulgars que reben les diferents espècies del gènere Numenius, grup d'aus de la família dels escolopàcids (Scolopacidae). Aquest gènere es caracteritza per un llarg i fi bec, corbat cap avall, amb un plomatge principalment de color marró que canvia poc amb les estacions. Es tracta d'un dels llinatges més antics de l'ordre dels caradriformes (Charadriiformes), juntament amb els tètols, que es diferencien pel bec recte (Thomas, 2004).
Aquests ocells s'alimenten furgant al fang o sobre sòl molt tou, a la recerca de cucs i altres invertebrats amb els seus llargs becs. També prenen crancs i animals semblants.
L'única espècie que es presenta amb freqüència als Països Catalans és el becut.

## Taxonomia
Se n'han descrit vuit espècies d'aquest gènere, dues d'elles possiblement extintes:
- becut americà (Numenius americanus).
- becut eurasiàtic (Numenius arquata).
- becut siberià (Numenius madagascariensis).
- polit becfí (Numenius tenuirostris).
- polit boreal (Numenius borealis).
- polit cantaire (Numenius phaeopus).
- polit del Pacífic (Numenius tahitiensis).
- polit menut (Numenius minutus).